# Bổ đề chẻ
Bổ đề chẻ là một bổ đề trong đại số đồng điều cho ta các điều kiện tương đương để một dãy khớp chẻ ra. Cụ thể, nếu ta có một dãy khớp ngắn các {\displaystyle R}-môđun
{\displaystyle 0\longrightarrow A\mathrel {\overset {i}{\longrightarrow }} B\mathrel {\overset {q}{\longrightarrow }} C\longrightarrow 0}thì khi đó các phát biểu sau là tương đương:
1. Dãy khớp chẻ ra tại {\displaystyle B}: Tồn tại môđun con {\displaystyle B_{1}} của {\displaystyle B} sao cho {\displaystyle B=\operatorname {Im} i\oplus B_{1}.}
2. {\displaystyle i} khả nghịch trái: Tồn tại đồng cấu {\displaystyle f:B\rightarrow A} sao cho{\displaystyle fi=1_{A}.}
3. {\displaystyle q} khả nghịch phải: Tồn tại đồng cấu {\displaystyle g:C\rightarrow B} sao cho{\displaystyle gq=1_{B}.}

Trong trường hợp dãy khớp chẻ như trên, tổng trực tiếp ở phát biểu (1) có thể viết lại dưới dạng
{\displaystyle B=A\oplus C}.
Ở đây ta đồng nhất {\displaystyle A} với {\displaystyle \operatorname {Im} i} và {\displaystyle C} với {\displaystyle B_{1}}, thật vậy từ các Định lý đẳng cấu ta có
{\displaystyle C\cong B/\ker q\cong B/\operatorname {Im} i\cong (\operatorname {Im} i\oplus B_{1})/\operatorname {Im} i\cong B_{1}.}

## Chứng minh bổ đề

### (1) suy ra (2)
Giả sử dãy khớp chẻ tại {\displaystyle B}, tức {\displaystyle B=\operatorname {Im} i\oplus B_{1}}. Để chứng minh (2), ta chọn cụ thể {\displaystyle f} là hợp nối của các đồng cấu
{\displaystyle B=\operatorname {Im} i\oplus B_{1}\xrightarrow {p} \operatorname {Im} i\xrightarrow {j^{-1}} A,}
trong đó  {\displaystyle p} là phép chiếu tự nhiên, {\displaystyle j} là đẳng cấu xác định bởi đơn cấu {\displaystyle i} giới hạn trên tập ảnh của nó. Khi đó ta có ngay {\displaystyle fi=1_{A}}. 

### (1) suy ra (3)
Giả sử dãy khớp chẻ tại {\displaystyle B}, tức {\displaystyle B=\operatorname {Im} i\oplus B_{1}}. Xét {\displaystyle q_{1}:B_{1}\rightarrow C} là đồng cấu {\displaystyle q} giới hạn trên {\displaystyle B_{1}}. Do {\displaystyle \ker q_{1}=\ker q\cap B_{1}=\operatorname {Im} i\cap B_{1}=0} nên {\displaystyle q_{1}} là đơn cấu. Hơn nữa {\displaystyle q_{1}} cũng là toàn cấu do với mọi {\displaystyle c\in C}, vì {\displaystyle q} là toàn cấu nên tồn tại {\displaystyle b\in B} để {\displaystyle q(b)=c}. Ta viết {\displaystyle b} duy nhất dưới dạng {\displaystyle b=i(a)+b_{1}}, trong đó {\displaystyle a\in A} và {\displaystyle b_{1}\in B_{1}}. Khi đó {\displaystyle q_{1}(b_{1})=c} theo định nghĩa. Tóm lại {\displaystyle q_{1}} là đẳng cấu.
Bây giờ để chứng minh (3), chọn {\displaystyle g=jq_{1}^{-1}}. Từ đó suy ra điều phải chứng minh.

### (2) suy ra (1) và (3) suy ra (1)
Để chứng tỏ điều này, ta chứng minh một kết quả mạnh hơn : Nếu các đồng cấu {\displaystyle f:X\rightarrow Y} và {\displaystyle g:Y\rightarrow X} thỏa {\displaystyle gf} là đẳng cấu thì khi đó {\displaystyle Y=\operatorname {Im} f\oplus \ker g}. Thật vậy, với mọi {\displaystyle y\in Y}, ta có sự phân tích
{\displaystyle y=f[(gf)^{-1}g(y)]+y-f[(gf)^{-1}g(y)]}
trong đó {\displaystyle f[(gf)^{-1}g(y)]\in \operatorname {Im} f} và {\displaystyle y-f[(gf)^{-1}g(y)]\in \ker g}. Hơn nữa giả sử {\displaystyle y\in \operatorname {Im} f\cap \ker g}. Xét {\displaystyle y=f(x)} với {\displaystyle x\in X}, khi đó ta có {\displaystyle g(y)=g(f(x))=0}. Từ giả thiết {\displaystyle gf} là đẳng cấu nên suy ra {\displaystyle x=0}.
Quay lại bổ đề cần chứng minh, nếu {\displaystyle fi=1_{A}} thì theo kết quả trên ta có {\displaystyle \operatorname {Im} i\oplus \ker f}. Vậy (2) suy ra (1).
Một cách tương tự, nếu {\displaystyle gq=1_{B}} thì ta có {\displaystyle \operatorname {Im} q\oplus \ker g=\operatorname {Im} q\oplus \operatorname {Im} i}. Vậy (3) suy ra (1).